# Konjevrate
Konjevrate – wieś w Chorwacji, w żupanii szybenicko-knińskiej, w mieście Szybenik. W 2011 roku liczyła 173 mieszkańców.